# كرم (بني العوام)

تعديل مصدري - تعديل

كرم هي إحدى قرى عزلة ردمان بمديرية بني العوام التابعة لمحافظة حجة، بلغ تعداد سكانها 346 نسمة حسب تعداد اليمن لعام 2004.